# فرودگاه صحرایی فدرال موفت
فرودگاه صحرایی فدرال موفت (به انگلیسی: Moffett Federal Airfield) یک فرودگاه خصوصی با کد یاتا NUQ است که یک باند فرود بتن دارد و طول باند آن ۲۸۰۵ متر است. این فرودگاه در شهر شهرستان سانتا کلارا کشور ایالات متحده آمریکا قرار دارد و در ارتفاع ۹٫۸ متری از سطح دریا واقع شده‌است.